# Attacus silhetica
Attacus silhetica är en fjärilsart som beskrevs av Helfer 1837. Attacus silhetica ingår i släktet Attacus och familjen påfågelsspinnare. Inga underarter finns listade i Catalogue of Life.